# Daugai
Daugai is een stad in de Litouwse gemeente Alytus, in het district Alytus. De plaats telt 1429 inwoners (2007). Het kreeg in 1792 stadsrechten.